# Verenigd Links (DDR)
Verenigd Links (Duits: Vereinigte Linke) was een linkse Oost-Duitse oppositie beweging bestaande uit ontevreden SED'ers, partijloze marxisten en linkse Christenen. VL was geen politieke partij, maar een "basisdemocratische beweging."
Verenigd Links ontstond in september 1989, dus nog voor de val van de Berlijnse Muur. De oprichters wilden een modernisering van het socialisme in de Duitse Democratische Republiek (DDR) en trokken de machtsmonopolie van de Sozialistische Einheitspartei Deutschlands (Socialistische Eenheidspartij van Duitsland, SED) in twijfel. Volgens VL waren de mensen in de DDR ontevreden over de starre partij- en staatsleiding die volgens de VL het socialisme verkeerd interpreteerden. Van het begin af aan was VL voorstander van vrije, democratische verkiezingen. Aan de andere kant was VL tegen de opheffing van de DDR en een hereniging met de Bondsrepubliek Duitsland.
Volgens de oprichters had de Bondsrepubliek de DDR-burgers niets te bieden. Eind 1989 telde VL volgens eigen opgave 1500 leden, voornamelijk in Oost-Berlijn en Halle. De VL werd beperkt financieel gesteund door enkele kleine West-Duitse (splinter)partijtjes als de Verenigde Socialistische Partij (Vereinigte Sozialistische Partei, VSP), de Communistische Bond (Kommunistische Bund, KB) en enkele autonome anarchistische bewegingen. In maart 1990 vormde VL met een andere links-marxistische beweging De Anjers (Die Nelken) het Verenigd Links Actieverbond (Aktionsbündnis Vereinigte Linke, AVL).
Bij de Volkskammerverkiezingen van 18 maart 1990 behaalde het AVL 0,18% van de stemmen, goed voor één zetel in de 400 leden tellende Volkskammer. AVL werd vertegenwoordigd door Thomas Klein, een van de oprichters van VL. Klein stemde op 23 augustus 1990 tegen de hereniginswet, die echter door een grote meerderheid van de Volkskammer werd aangenomen. In oktober 1990, na de Duitse hereniging nam Klein namens het AVL zitting in de Bondsdag (Bundestag). In december 1990 werden Klein, Marion Seelig en mevr. Jutta Braband als kandidaten op de lijst van de Partij van het Democratische Socialisme (Partei des Demokratischen Sozialismus, PDS) in de Bondsdag gekozen. Hans Schwenke, ook lid van VL, werd in de Bondsdag gekozen als kandidaat op de lijst van Bündnis 90/Die Grünen.
In de loop van 1990 werd VL opgeheven. De leden sloten zich aan bij de PDS, Bündnis 90/Die Grünen en - in het geval van Schwenke - de Vrije Democratische Partij (Freie Demokratische Partei, FDP).

## Voetnoten
1. ↑  In 1992 afgetreden nadat zij ervan werd verdacht voormalig voor de Stasi te hebben gewerkt